# Joseph Fourier

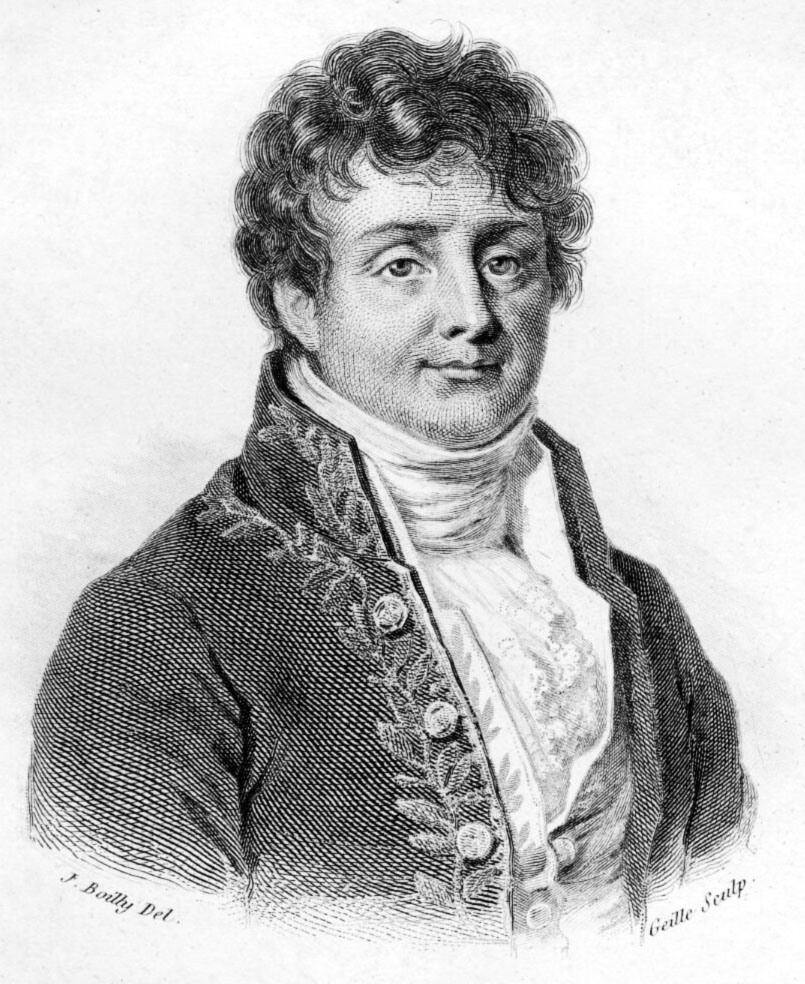
Joseph Fourier, Porträt von Julien Léopold Boilly (1796)

Baron Jean Baptiste Joseph Fourier (* 21. März 1768 bei Auxerre; † 16. Mai 1830 in Paris) war ein französischer Mathematiker und Physiker.

## Leben
Fourier war der Sohn eines Schneiders und wurde schon im Alter von 10 Jahren durch den Tod seiner Eltern zum Vollwaisen. Seine weitere Erziehung fand zunächst im Pensionat des Organisten der Kathedrale von Auxerre Joseph Pallais statt, bis er in die Militärschule von Auxerre wechseln konnte. Dort entwickelte er ein starkes Interesse für die Mathematik und hatte schon im Alter von 14 Jahren den sechsbändigen Cours de mathématiques von Étienne Bézout studiert. 1783 erhielt er einen Preis für eine Arbeit über Charles Bossuts Mécanique en général. Im Jahr 1787 entschied sich Fourier, eine geistliche Laufbahn einzuschlagen, und wechselte auf die Schule der Benediktiner-Abtei Saint-Benoît-sur-Loire. Sein Interesse für Mathematik pflegte er jedoch weiter. Mit dem Ausbruch der Französischen Revolution im Jahr 1789 verließ Fourier Saint-Benoît-sur-Loire wieder und wurde Lehrer an der Militärschule in Auxerre, wo er seine Schulbildung erhalten hatte. Fourier engagierte sich politisch, unter anderem als Vorsitzender des lokalen Revolutionskomitees in seiner Heimatstadt Auxerre. Dieses politische Engagement führte dazu, dass er während der Zeit der Terrorherrschaft inhaftiert wurde und nur knapp der Guillotine entging. Im Alter von 26 Jahren, im Jahr 1795, wechselte er an die École normale supérieure in Paris, wo unter anderen Joseph-Louis Lagrange, Gaspard Monge und Pierre-Simon de Laplace zu seinen Mentoren zählten, und 1797 wurde Fourier Nachfolger von Lagrange als Professor für Analysis und Mechanik an der École polytechnique in Paris.

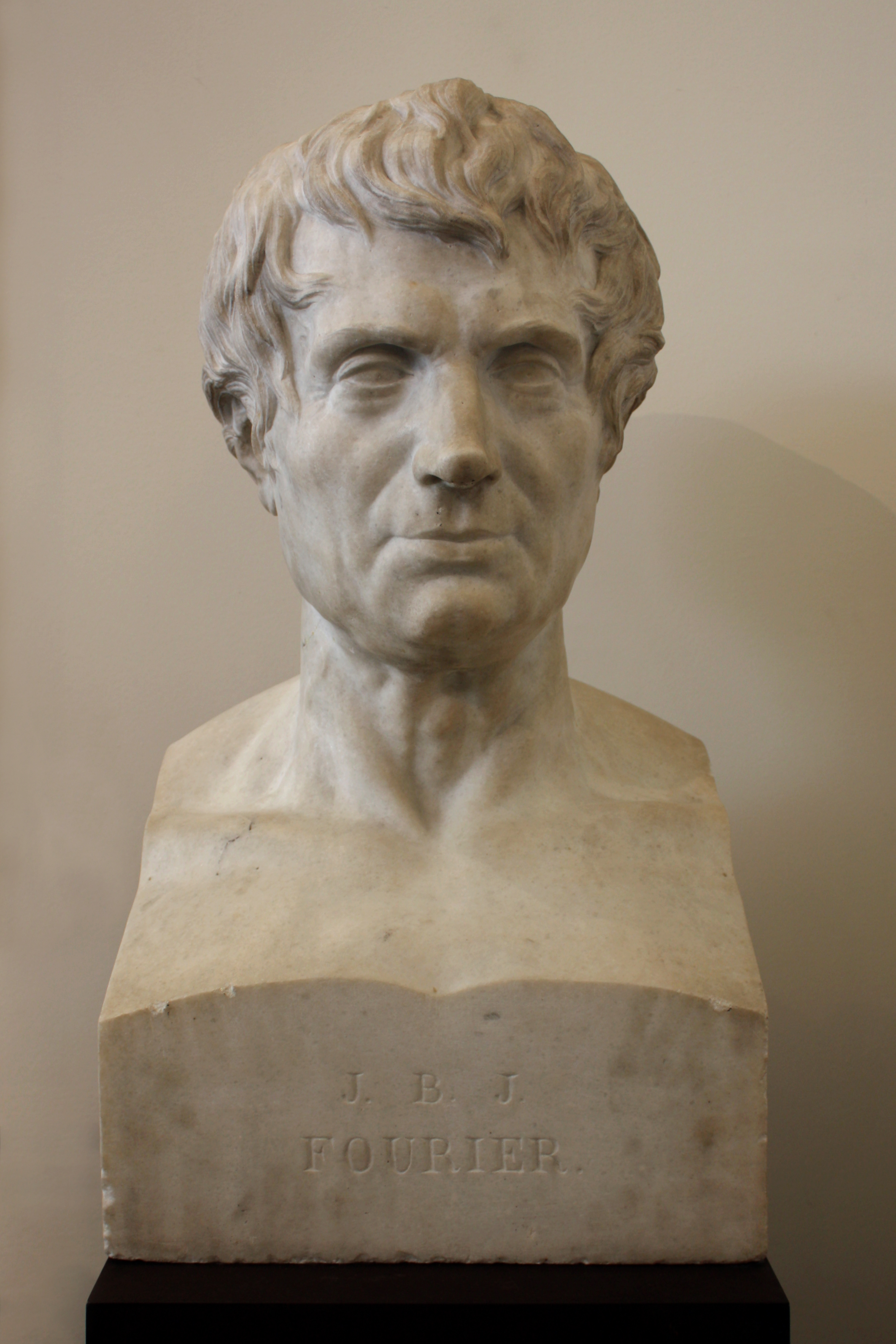
Büste Fouriers in Grenoble

Im Jahr 1798 begleitete er Napoleon Bonaparte mit anderen französischen Wissenschaftlern auf dessen Ägyptischer Expedition. Dort übernahm er das Sekretariat des Institut d’Égypte, organisierte archäologische Expeditionen und arbeitete am Aufbau einer Verwaltung nach französischem Stil in Ägypten mit. Im Jahr 1801 kehrte Fourier zusammen mit den Resten des französischen Expeditionskorps wieder nach Frankreich zurück und wollte seine Professur an der École polytechnique wieder aufnehmen. Jedoch wurde er von Napoleon, der Fouriers organisatorische Fähigkeiten schätzen gelernt hatte, im Jahr 1802 zum Präfekten des Départements Isère mit Sitz in Grenoble ernannt. Fourier war nicht sehr glücklich darüber, die akademische Welt von Paris verlassen zu müssen, fügte sich jedoch den Wünschen Napoleons. Als Präfekt erwarb er sich Verdienste um die Trockenlegung der Sümpfe bei Bourgoin-Jallieu und ließ eine feste Straßenverbindung zwischen Grenoble und Turin ausbauen. In Grenoble arbeitete er wissenschaftlich weiter, unter anderem auch als Mitautor an der Description de l’Égypte. Dort begegnete er auch dem jungen Jean-François Champollion, der ihm als begabter Schüler an der Académie de Grenoble vorgestellt wurde. Fourier zeigte Champollion eine Kopie der Inschrift des Steins von Rosette, und dieser zeigte sich davon so beeindruckt, dass er sich die Entzifferung der ägyptischen Hieroglyphen zur Lebensaufgabe vornahm. Fourier unterstützte Champollion auch später in dessen Ausbildung, und diesem gelang schließlich in den Jahren 1822 bis 1824 die Entzifferung der Inschrift des Rosetta-Steins.
1808 wurde Fourier zum  baron de l’Empire in der Noblesse impériale erhoben. Während der Herrschaft der Hundert Tage 1815 ernannte ihn Napoleon zum Präfekten des Départements Rhône. Seit 1815 lebte Fourier in Paris und war Sekretär auf Lebenszeit der Académie des sciences.

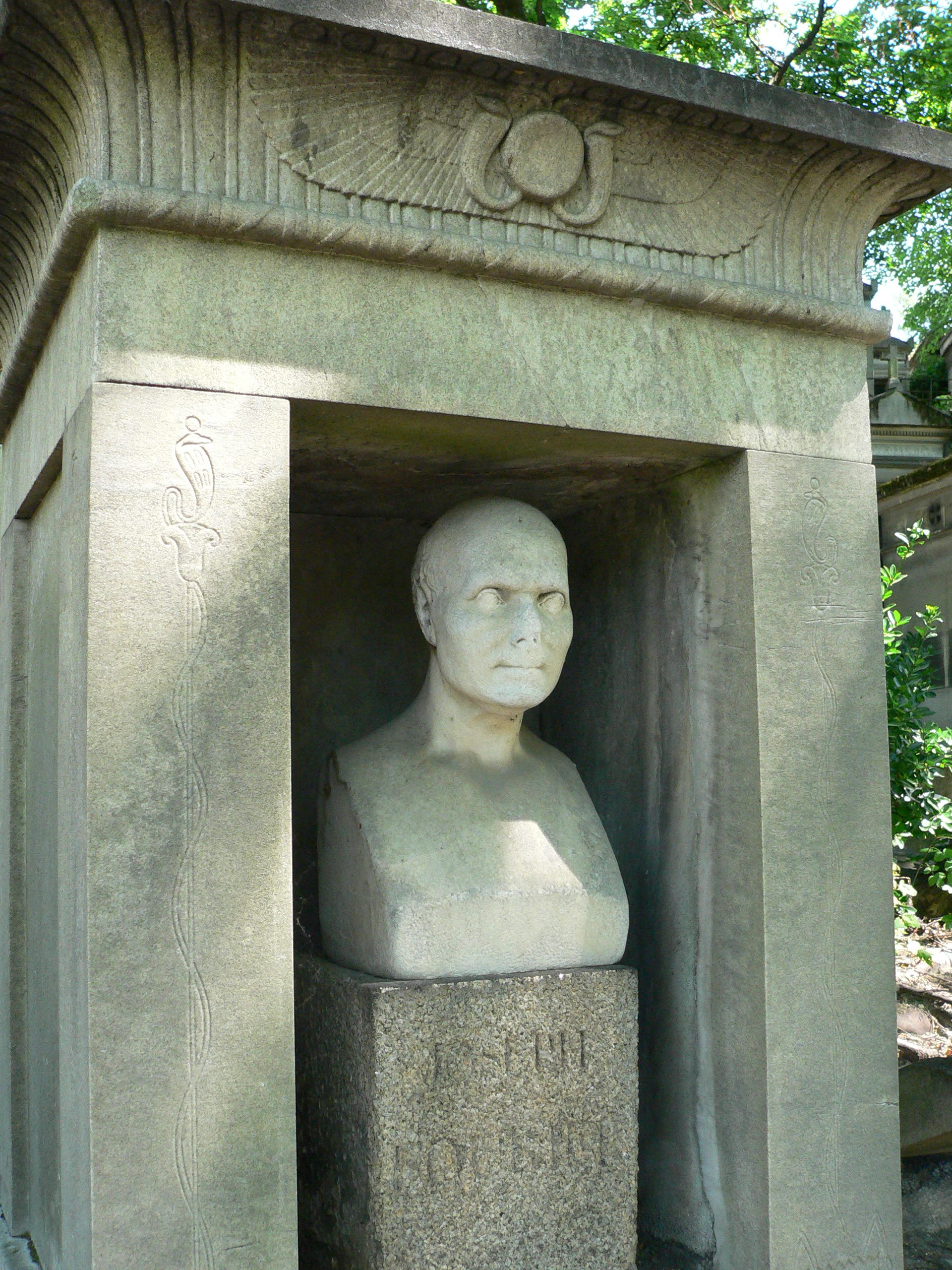
Fouriers Grabmal auf dem Pariser Friedhof Père-Lachaise im Stil eines altägyptischen Monuments

Nebenbei beschäftigte er sich auch mit der Physik, und zwar mit der Wärmeausbreitung in Festkörpern (Fouriersches Gesetz). Eine einschlägige Abhandlung wurde von der Pariser Akademie 1807 preisgekrönt. Neben der Herleitung der Gleichungen enthielt sie einen Lösungsansatz mittels Fourierreihen. Das wichtigste Werk in diesem Zusammenhang ist die Analytische Theorie der Wärme (1822). In einem Artikel von 1824 beschrieb er zum ersten Mal die wesentlichen Mechanismen eines hypothetisch modellhaften Treibhauseffekts, dessen Vergleichskriterien zur Atmosphäre er herausarbeitete (ohne jedoch den Begriff zu verwenden). In seinen Artikeln verwies Fourier auf ein Experiment von Saussure, der eine Vase mit geschwärztem Kork auskleidete. In den Kork setzte er mehrere Scheiben aus transparentem Glas ein, die durch Luftabschnitte getrennt waren. Das mittägliche Sonnenlicht konnte an der Oberseite der Vase durch die Glasscheiben eindringen. Die Temperatur wurde in den Innenräumen dieses Gerätes erhöht. Fourier kam zu dem Schluss, dass Gase in der Atmosphäre eine stabile Barriere wie die Glasscheiben hierzu bilden müssten. Um Wärme in der Atmosphäre überhaupt speichern zu können, stellte Fourier fest, dass die tatsächlichen Mechanismen, die die Temperaturen der Atmosphäre bestimmen, Konvektion enthielten, die aber in der Versuchsvorrichtung von Saussure nicht vorhanden war. In den 1820er Jahren berechnete Fourier, dass ein Objekt von der Größe der Erde und in ihrer Entfernung von der Sonne, das nur von der Sonnenstrahlung erwärmt wird, beträchtlich kälter sein sollte als die Erde tatsächlich ist. Er untersuchte verschiedene mögliche Quellen der zusätzlichen beobachteten Hitze in Artikeln, die 1824 und 1827 veröffentlicht wurden. Während er letztlich vorschlug, dass interstellare Strahlung für einen großen Teil der zusätzlichen Wärme verantwortlich sein könnte, erwog Fourier daneben auch die Möglichkeit, dass die Erdatmosphäre als ein Isolator zum extraterrestrischen Raum fungieren könnte.
Mit der Fourieranalyse legte er einen Grundstein für den Fortschritt der modernen Physik und Technik.
1826 wurde er als korrespondierendes Mitglied in die Preußische Akademie der Wissenschaften sowie als assoziiertes Mitglied in die Académie royale des Sciences, des Lettres et des Beaux-Arts de Belgique aufgenommen. Seit 1823 war er auswärtiges Mitglied (Foreign Member) der Royal Society sowie der Königlich Dänischen Akademie der Wissenschaften. 1829 wurde er Ehrenmitglied der Russischen Akademie der Wissenschaften in Sankt Petersburg.
Er ist namentlich auf dem Eiffelturm verewigt (siehe dazu die Liste der 72 Namen auf dem Eiffelturm).
Die Universität Joseph Fourier Grenoble I trägt seinen Namen, außerdem wurden der Mondkrater Fourier, der Asteroid (10101) Fourier und die Insel Île Fourier nach ihm benannt.

## Schriften

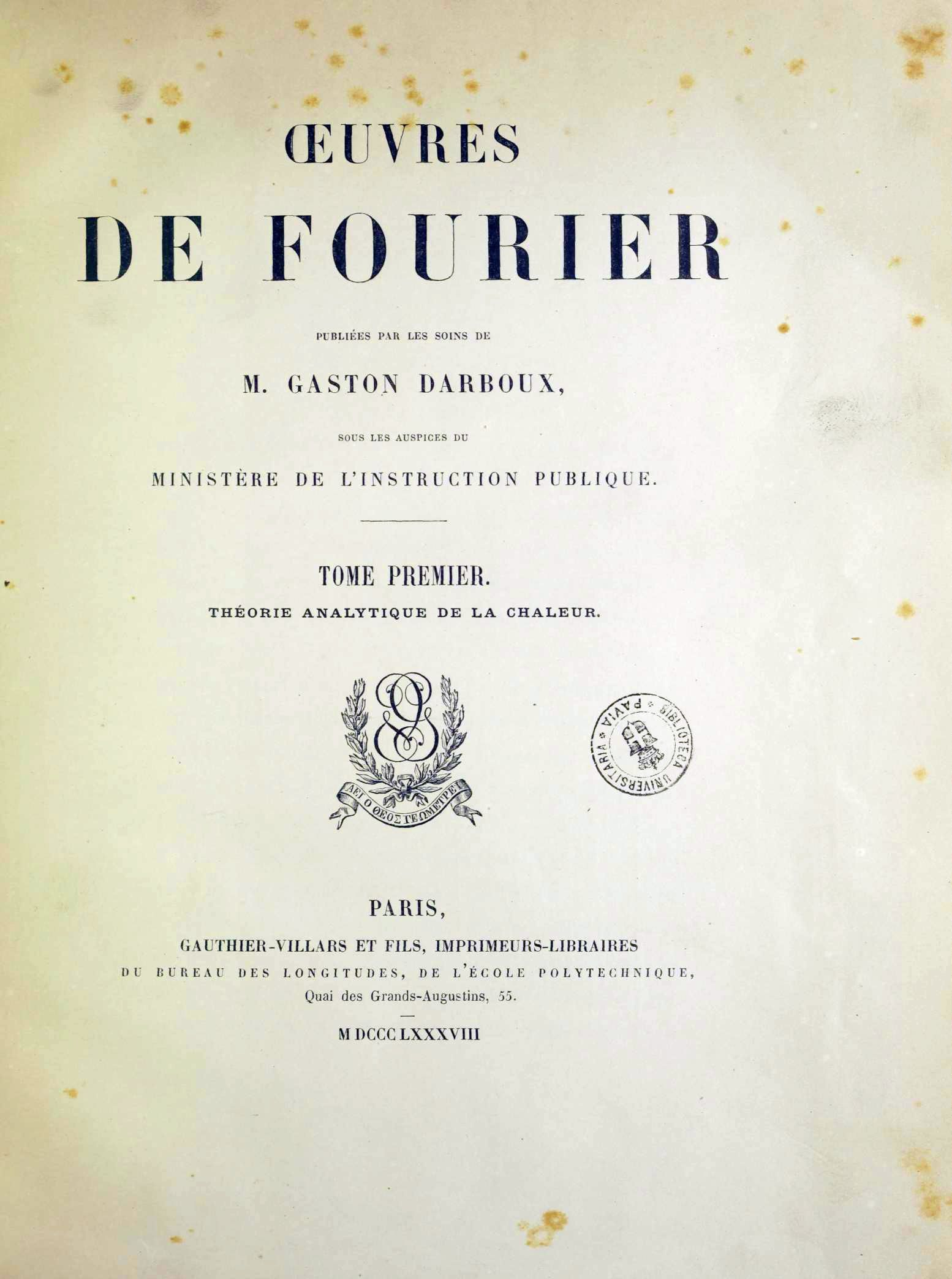
Théorie analitique de la chaleur, 1888

- Oeuvres, 2 Bände, Paris, Gauthier-Villars 1888, 1890, Herausgeber Jean Gaston Darboux, Band 2 bei Gallica
- Théorie analytique de la chaleur. Paris 1822. Online im Internet archive.org
  - The Analytical Theory of Heat. Translated by Alexander Freeman.  Edited for the Syndics of University Press, Cambridge  1878 – im Internet-Archive online
  - Théorie analitique de la chaleur. Band 1. Gauthier-Villars, Paris 1888 (französisch, beic.it).
- Mémoire sur les températures du globe terrestre et les espaces planétaires, Mémoires de l’Academie royal des Sciences de l’Institut de France, Paris, Band 7, 1827, S. 570–604 (siehe Einzelnachweis 1)
- Analyse des équations déterminées. (postum durch Navier hrsg.; Paris 1831).
  - Die Auflösung der bestimmten Gleichungen. (Analyse des équations Déterminées, Paris 881) . Übersetzt und herausgegeben von Alfred Loewy.  Verlag: Wilhelm Engelmann, Leipzig 1902 – im Internet-Archive online